# Lasörling
Le Lasörling est une montagne qui s’élève à 3 098 m d’altitude dans les Hohe Tauern, en Autriche.